# Кровавый орёл

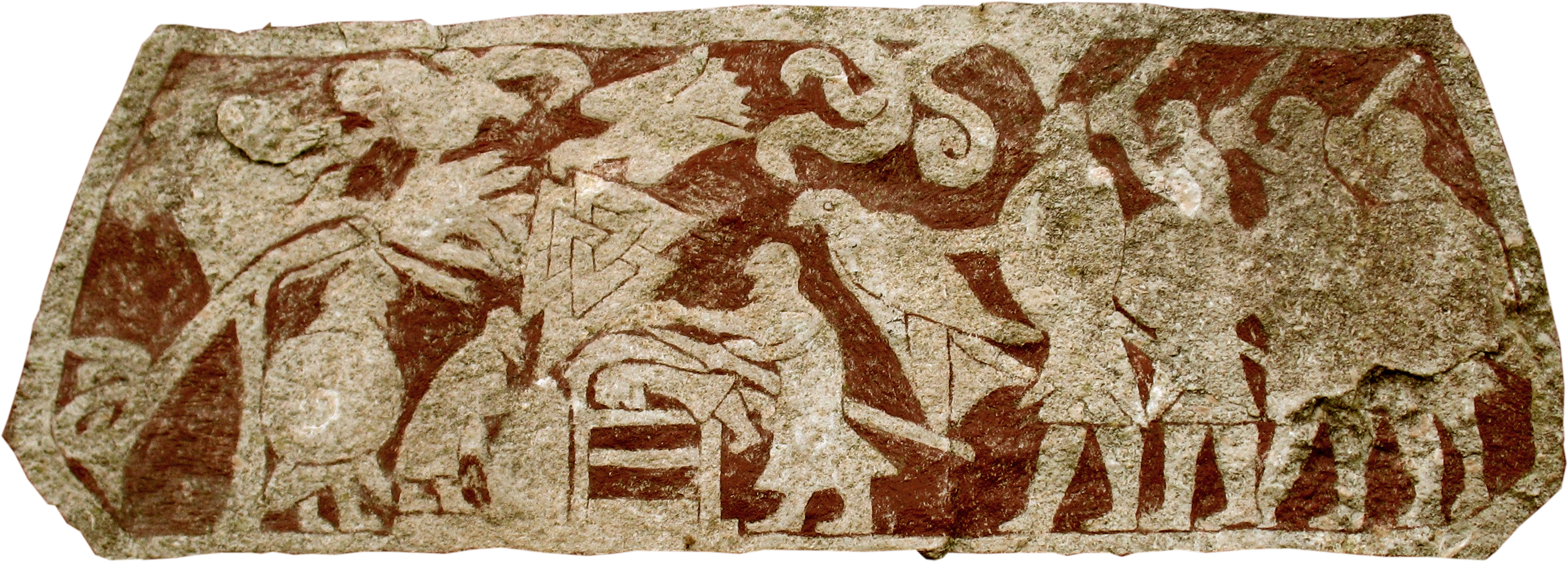
Нанесение узора на спину воина. Изображение на жертвенном камне из Готланда. Над воином изображён символ Одина — валькнут

«Кровавый орёл» (швед. blodörn, норв. blodørn, дат. blodørn) — легендарная казнь времён викингов. Приговорённому перебивали топором рёбра на боках, затем прорезали кожу и мышцы напротив каждого ребра и вытаскивали рёбра наружу. Затем через более широкие разрезы в верхней части спины доставали лёгкие и располагали их под рёбрами; таким образом, дыхание умирающего человека, поднимающее и опускающее рёбра, изображало давшие названию казни крылья птицы. Причиной смерти от этой казни был травматический шок либо пневмоторакс.

## История
Достоверных доказательств того, что «кровавый орёл» когда-либо применялся, нет. Все упоминания об этом ритуале относятся к мифологическим источникам или источникам, повествующим о личностях, само существование которых не доказано. Так, «кровавый орёл» упоминается в «Большой саге об Олафе Трюггвасоне», в «Саге об оркнейских ярлах», в «Старшей Эдде» (речи Регина), а также в рассказах о мести Ивара Бескостного и его братьев нортумбрийскому королю Элле II за гибель их отца, Рагнара Лодброка (существование которого не доказано). По этим кратким упоминаниям сложно составить представление о характере данной казни.
У позднейших христианских авторов «кровавый орёл» оброс зловещими деталями и стал преподноситься как пример варварской жестокости. Например, Саксон Грамматик в 9-й книге «Деяний данов» утверждает, что таким образом был казнён король Элла, и что во время казни на его спину сыпали соль.
Большинство историков ставит применение такой казни под сомнение или относит её к области ритуального глумления над трупами врагов, хотя она упоминается в различных исторических документах. Сообщения о «кровавом орле» при этом списываются на антиязыческую пропаганду христианских авторов либо на буйное воображение скальдов позднейших времён. В качестве подтверждения существования подобного ритуала приношения пленных в жертву Одину часто приводится изображение на одном из поминальных камней Готланда — Стура-Хаммарском камне, однако это изображение не отличается чёткостью.